# 表現主義音樂
表现主义音樂是一種音樂風格，表现主义一词可能在1918年首次应用于音乐。狄奧多·阿多諾将音乐中的表现主义解释为音樂人力爭消除所有传统音乐的常规元素。阿多诺還认为表现主义音乐寻求没有幻想、伪装或委婉的主观感受的真实性。